# روبرت أندرسون (ممثل)
روبرت أندرسون (بالإنجليزية: Robert Anderson)‏ هو ممثل دنماركي وأمريكي، ولد في 22 يوليو 1890 في أودنسه في الدنمارك، وتوفي في 25 يونيو 1963 في وودلاند هيلز، كاليفورنيا في الولايات المتحدة.

## أعمال

### أفلام
- (1928) ظلال بيضاء في البحار الجنوبية

## وصلات خارجية
- روبرت أندرسون على موقع IMDb (الإنجليزية)
- روبرت أندرسون على موقع قاعدة بيانات الفيلم (الإنجليزية)